# Gianni Danzi
Gianni Danzi (* 25. Januar 1940 in Viggiù, Provinz Varese, Italien; † 2. Oktober 2007 in Barasso, Italien) war ein römisch-katholischer Kurienbischof und später Prälat der Territorialprälatur Loreto.

## Leben
Danzi empfing am 17. Dezember 1966 das Sakrament der Priesterweihe für das Schweizer Bistum Lugano. Papst Johannes Paul II. verlieh ihm am 17. November 1994 den Titel Ehrenprälat Seiner Heiligkeit.
Am 2. Mai 1996 ernannte ihn Johannes Paul II. zum Titularbischof von Castello und bestellte ihn zum Sekretär des Governatorats der Vatikanstadt. Die Bischofsweihe spendete ihm Angelo Kardinal Sodano am 24. Mai desselben Jahres; Mitkonsekratoren waren Rosalio José Kardinal Castillo Lara und Bischof Giuseppe Torti.
Johannes Paul II. verlieh Gianni Danzi am 22. Februar 2005 den Rang eines Erzbischofs ad personam und ernannte ihn zum Prälaten für die Territorialprälatur Loreto und zum Päpstlichen Gesandten für das Heiligtum in Loreto, einem der bedeutendsten Wallfahrtsorte in Italien.
Erzbischof Danzi starb im Oktober 2007 im Alter von 67 Jahren in seinem Elternhaus in Barasso nach langer Krankheit an einem Krebsleiden. Das Requiem für den Verstorbenen im Marienwallfahrtsort Loreto zelebrierte der Präsident der vatikanischen Vermögensverwaltung, Sergio Kardinal Sebastiani; die Predigt hielt der Patriarch von Venedig, Angelo Kardinal Scola.
Danzi hat zum Heiligen Jahr 1983 für den Päpstlichen Laienrat das erste große internationale Jugendtreffen in Rom organisiert, aus dem die Weltjugendtage hervorgingen; so feierte Papst Benedikt XVI. im September 2007 in Loreto auf der nationalen Auftaktveranstaltung für den Weltjugendtag 2008 einen Gottesdienst mit 500.000 Jugendlichen.

## Ehrungen
- 2000: Großoffizier des Verdienstordens der Italienischen Republik